# Margretetorp
Margretetorp est une localité suédoise dans la commune d'Ängelholm en Scanie.
Sa population était de 248 habitants en 2019. 